# Yakisoba

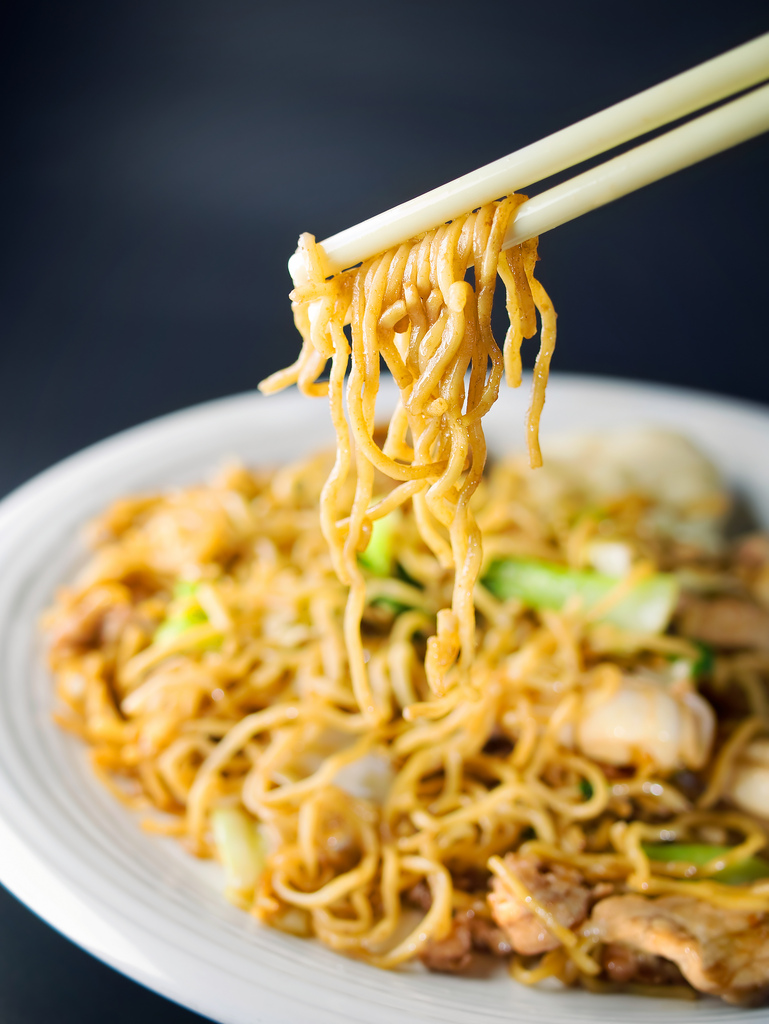
Yakisoba

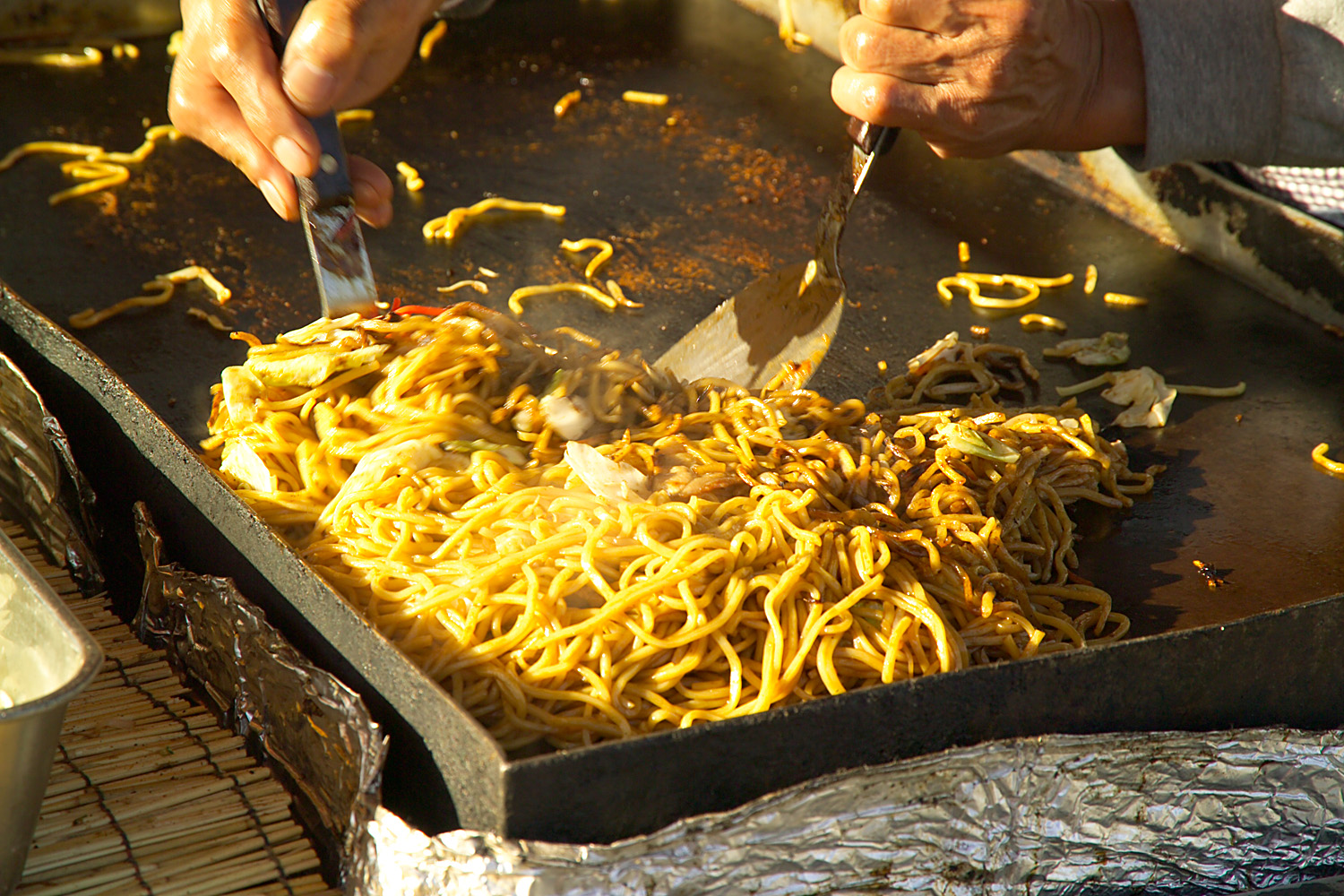
Zubereitung von Yakisoba an einem Straßen-Verkaufsstand in Japan

Yakisoba (japanisch 焼そば oder 焼きそば, wörtlich „gebratener Buchweizen(nudel)“, sinngemäß „Bratnudeln“) ist ein Nudelgericht der japanischen Küche.

## Etymologie und Geschichte
Obwohl „Soba“ Bestandteil des Namens ist, sind in diesem Kontext Nudeln allgemein gemeint. Der Begriff „Soba“ wird hierbei metonymisch als rhetorisches  Stilmittel benutzt, denn es wird kein Buchweizen, sondern wie bei Ramen-Nudeln Weizenmehl verwendet.
Das Gericht Yakisoba, also „gebratene Nudeln“, war ursprünglich ein Gericht der chinesischen Küche. Die Nudeln aus Buchweizen stammen aus dem alten China und sind in Japan seit dem 4. Jahrhundert bekannt. Das Gericht in seiner heutigen Form mit Nudeln aus Weizenmehl ist für den Beginn des 20. Jahrhunderts nachweisbar, als es zu einem populären Street Food wurde.

## Zubereitung
Das Gericht setzt sich zusammen aus vorgekochten Nudeln, die mit Gemüse, einer Proteinquelle (Fleisch, Fisch oder Tofu) und einer Sauce gebraten werden. Für die Sauce gibt es kein einheitliches Rezept; essenzielle Bestandteile sind Austern- und Sojasauce.
Eine seit den 1950er-Jahren an japanischen Straßenständen verkaufte Abwandlung ist das Servieren des Gerichts in einem Hotdog-Brot. In Teppanyaki-Restaurants kann man Yakisoba entweder als fertig zubereitetes Gericht bestellen oder auf dem Teppan selbst zubereiten. Hierbei bekommt man eine Schüssel mit vorgekochten Nudeln und den weiteren Zutaten. Man kann entweder erst die Nudeln anbraten und den Rest dann hinzufügen oder alles zusammen auf den Teppan legen und braten. Yakisoba ist als Instantprodukt im Handel erhältlich; Marktführer in Asien ist Nissin Foods. Die Sauce ist ebenfalls als industrielles Produkt erhältlich, unter anderem vom Sojasaucen-Hersteller Kikkoman.